# Разъезд № 44
№ 44 — разъезд (тип населенного пункта) в Сладковском районе Тюменской области России. Входит в состав Новоандреевского сельского поселения.

## История
До 1917 года входил в состав Маслянской волости Ишимского уезда Тюменской губернии. По данным на 1926 год состоял из 5 хозяйства. В административном отношении входил в состав Стрункинского сельсовета Сладковского района Ишимского округа Уральской области.

## Население
| 2010 |
| ---- |
| 14   |

По данным переписи 1926 года на разъезде проживало 21 человек (9 мужчины и 12 женщин), в том числе: русские составляли 100 % населения.
Согласно результатам переписи 2002 года, в национальной структуре населения русские составляли 78 % из 18 чел.